# Miller (Nebraska)
Miller é uma vila localizada no estado americano de Nebraska, no Condado de Buffalo.

## Demografia
Segundo o censo americano de 2000, a sua população era de 156 habitantes.
Em 2006, foi estimada uma população de 153, um decréscimo de 3 (-1.9%).

## Geografia
De acordo com o United States Census Bureau, a localidade tem uma área de 1,0 km², sem área coberta por água.

## Localidades na vizinhança
O diagrama seguinte representa as localidades num raio de 24 km ao redor de Miller.